# 迪安貢特卡馬拉
迪安貢特卡馬拉（法語：Diangounté Camara），是馬里的城鎮，位於該國西部，由卡伊區的迪耶馬省負責管轄，面積911平方公里，海拔高度325米，2009年人口28,213，人口密度每平方公里30.97人。